# Scottish Football League 1892-1893
La Scottish Football League 1892-1893 è stata la 3ª edizione della massima serie del campionato scozzese di calcio, disputato tra il 20 agosto 1892 e il 20 maggio 1893 e concluso con la vittoria del Celtic al suo primo titolo.
Capocannonieri del torneo sono stati Sandy McMahon e John J. Campbell (entrambi del Celtic) con 11 reti ciascuno.

## Stagione

### Aggiornamenti
Il campionato tornò a 10 squadre: il Cumbaslang e il Vale of Leven, ultimi classificati nella stagione precedente, non vennero rieletti per disputare il campionato, né vennero sostituiti.
Per la prima volta furono previste le retrocessioni: le ultime due classificate, nel caso non fossero state rielette, avrebbero disputato la Scottish Division Two nella stagione successiva.

### Avvenimenti
Quando i Rangers conclusero il proprio campionato con 28 punti, il Celtic doveva ancora disputare due partite: la vittoria per 3-1 sul Leith Athletic permise ai biancoverdi di superare i rivali per la conquista del titolo; a quel punto fu ininfluente la successiva sconfitta (2-5) contro il Third Lanark.

## Classifica finale
Fonte:
|  | Pos. | Squadra        | Pt | G  | V  | N | P  | GF | GS |
|  | ---- | -------------- | -- | -- | -- | - | -- | -- | -- |
|  | 1.   | Celtic         | 29 | 18 | 14 | 1 | 3  | 54 | 25 |
|  | 2.   | Rangers        | 28 | 18 | 12 | 4 | 2  | 41 | 27 |
|  | 3.   | St. Mirren     | 20 | 18 | 9  | 2 | 7  | 40 | 39 |
|  | 4.   | Third Lanark   | 19 | 18 | 9  | 1 | 8  | 53 | 39 |
|  | 5.   | Hearts         | 18 | 18 | 8  | 2 | 8  | 39 | 41 |
|  | 6.   | Leith Athletic | 17 | 18 | 8  | 1 | 9  | 36 | 32 |
|  | 6.   | Dumbarton      | 17 | 18 | 8  | 1 | 9  | 35 | 35 |
|  | 8.   | Renton         | 15 | 18 | 5  | 5 | 8  | 31 | 44 |
|  | 9.   | Abercorn       | 11 | 18 | 5  | 1 | 12 | 35 | 52 |
|  | 10.  | Clyde          | 6  | 18 | 2  | 2 | 14 | 25 | 55 |

Legenda:
      Campione di Scozia.
      Retrocessa in  Scottish Division Two 1893-1894.
Regolamento:
Due punti a vittoria, uno a pareggio, zero a sconfitta.
Vigeva il pari merito. In caso di arrivo a pari punti per l'assegnazione del titolo o per i posti destinati alla rielezione automatica era previsto uno spareggio.